# 楊綸 (隋朝)
楊綸（？—？），字斌籀，隋朝宗室，隋文帝二弟楊瓚之子。
楊綸性情宽弘仁厚，姿容美雅，精通钟律。隋文帝受禅，封他为邵国公，食邑八千户。第二年（582年），拜为邵州刺史。晋王杨广在西梁纳妃，文帝诏命杨纶前去主持礼仪，被梁地人所敬重。开皇十一年（591年）其父穆王杨瓒被文帝猜忌后暴卒，继承滕王爵位。楊綸以父亲的缘故，在文帝之世，经常不能自安。
隋炀帝即位，更被猜忌。楊綸忧惧不知该怎么做好，叫来巫师王琛相问。王琛回答：“滕王的相禄不凡。”解说道：“滕即是腾，这个字足以作为好征兆。”有僧人惠恩、崛多等人，善于占卜，楊綸经常与他们交流，常令这三个人编写度星法。有人告楊綸怨恨诅咒皇帝，隋炀帝命黄门侍郎王弘彻底追查。王弘见隋炀帝发怒，于是揣测旨意上奏楊綸厌蛊大逆，按罪当死。隋炀帝令公卿议论，司徒杨素等上奏，请求处死楊綸。隋炀帝以他为皇族，不忍处死，于是除名为民，流放到始安郡（今广西桂林市）。他的弟弟都流放边郡。
大业七年（611年），隋炀帝亲征辽东，楊綸想要上表，请求从军立功赎罪，被郡司所阻止。不久，改到流放到珠崖郡。后来天下大乱，被林士弘所逼迫，楊綸携妻儿逃窜到儋耳郡。后来归顺唐朝，为怀化县公。
　　